# Graphosoma lineatum

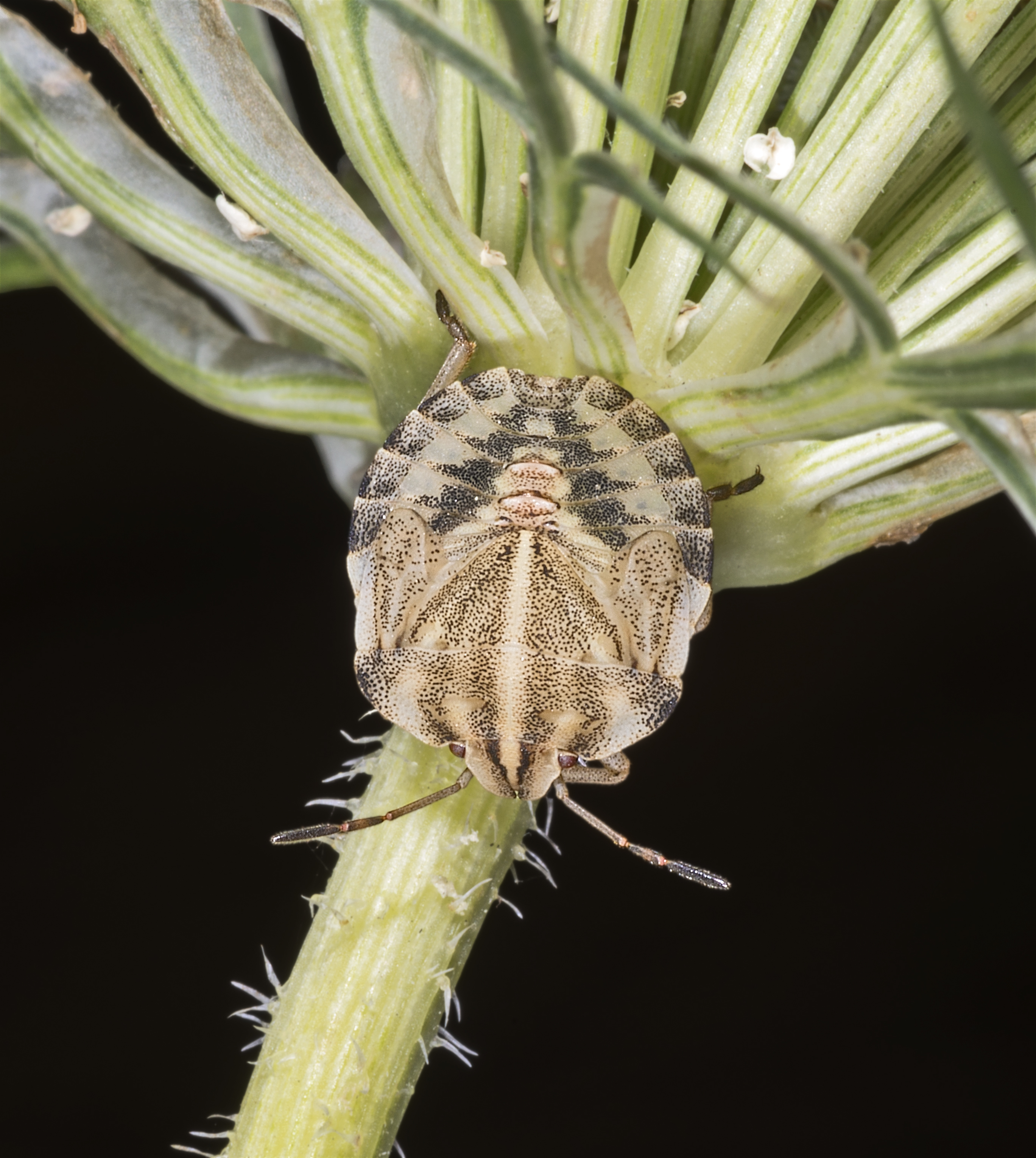
Ninfa

Graphosoma lineatum conhecido por Percevejo-das-riscas é uma espécie de percevejo da família dos pentatomídeos.
Encontra-se frequentemente em plantas umbeliferas, como a salsa.
A espécie é comum no sul da Europa.